# Мумия жива
«Мумия жива» (англ. The Mummy Lives) — американский фильм ужасов 1993 года, сценарий которого основан на рассказе Эдгара Аллана По «Разговор с мумией».

## Сюжет
Египетская мумия Азизу возвращается из мёртвых и влюбляется в женщину, которую считает реинкарнацией своей умершей любовницы.

## В ролях
- Тони Кёртис — Азизу/Доктор Мохассид
- Лесли Харди — Сандра Барнс/Киа
- Грег Ранглер — Доктор Кэри Уильямс
- Джек Коэн — Лорд Макстон
- Эли Данкер — Директор музея